# Christopher Curry
Christopher Curry (Grand Rapids, 22 ottobre 1948) è un attore statunitense.

## Biografia
Nato a Grand Rapids nel Michigan, ha acquisito notorietà interpretando il ruolo dell'agente Stuckey in Mamma, ho preso il morbillo e Bill Rico in Starship Troopers - Fanteria dello spazio.

## Filmografia

### Cinema
- Caccia implacabile (The Pursuit of D.B. Cooper), regia di Roger Spottiswoode (1981)
- C.H.U.D., regia di Douglas Cheek (1984)
- F/X - Effetto mortale (F/X), regia di Robert Mandel (1986)
- The Laser Man, regia di Peter Wang (1988)
- Ci penseremo domani (See You in the Morning), regia di Alan J. Pakula (1989)
- Ultima fermata Brooklyn (Last Exit to Brooklyn), regia di Uli Edel (1989)
- Ore disperate (Desperate Hours), regia di Michael Cimino (1990)
- Il ritorno di Superfly (The Return of Superfly), regia di Sig Shore (1990)
- Mariti imperfetti (Bye Bye Love), regia di Sam Weisman (1995)
- Un furfante tra i boyscout (Bushwhacked), regia di Greg Beeman (1995)
- Starship Troopers - Fanteria dello spazio (Starship Troopers), regia di Paul Verhoeven (1997)
- Mamma, ho preso il morbillo (Home Alone 3), regia di Raja Gosnell (1997)
- Matchbox Circus Train, regia di Chanan Beizer (1997)
- Bulworth - Il senatore (Bulworth), regia di Warren Beatty (1998)
- Summoning, regia di Jacob Estes (2001)
- City of Ghosts, regia di Matt Dillon (2002)
- Red Dragon, regia di Brett Ratner (2002)
- Dirt, regia di Nancy Savoca (2003)
- Shelter, regia di Luke Hutton (2004)
- Psychic Driving, regia di John Albanis (2005)
- Flags of Our Fathers, regia di Clint Eastwood (2006)
- Crazy, regia di Rick Bieber (2008)
- Transformers - La vendetta del caduto (Transformers: Revenge of the Fallen), regia di Michael Bay (2009)
- Claustrophobia, regia di Harlan Schneider (2011)
- Jobs, regia di Joshua Michael Stern (2013)
- Sully, regia di Clint Eastwood (2016)

### Televisione
- The Yanks Are Coming, regia di Ed Spiegel (1974)
- The People vs. Jean Harris, regia di George Schaefer (1981)
- Too Young the Hero, regia di Buzz Kulik (1988)
- Cross of Fire, regia di Paul Wendkos (1989)
- Amici per sempre (The Boys), regia di Glenn Jordan (1991)
- Vittima di un tradimento (Betrayed by Love), regia di John Power (1994)
- Love American Style, regia di Barry Kemp e Robin Schiff (1999)
- The Song of the Lark, regia di Karen Arthur (2001)
- Taking Back Our Town, regia di Sam Pillsbury (2001)
- Patients, regia di Deborah Romare e Vincent J. Wiley (2004)
- La libreria del mistero: Libri, ricatti e biberon (Mystery Woman: Oh Baby), regia di David S. Cass Sr. (2006)
- La forza del perdono (Amish Grace), regia di Gregg Champion (2010)

### Serie TV
- ABC Afterschool Specials – serie TV, episodio 13x03 (1984)
- Hunter – serie TV, episodi 6x21-6x22 (1990)
- In famiglia e con gli amici (Thirtysomething) – serie TV, episodio 4x02 (1990)
- Palace Guard – serie TV, episodio 1x05 (1991)
- Paradise – serie TV, episodio 3x04 (1991)
- Ragionevoli dubbi (Reasonable Doubts) – serie TV, episodio 1x20 (1992)
- In viaggio nel tempo (Quantum Leap) – serie TV, episodio 5x09 (1992)
- Avvocati a Los Angeles (L.A. Law) – serie TV, episodio 7x17 (1993)
- Wings – serie TV, episodio 5x18 (1994)
- L'ispettore Tibbs (In the Heat of the Night) – serie TV, episodio 7x21 (1994)
- Babylon 5 – serie TV, episodio 2x15 (1995)
- Il cliente (The Client) – serie TV, episodio 1x06 (1995)
- La signora in giallo (Murder, She Wrote) – serie TV, episodio 12x10 (1995)
- JAG - Avvocati in divisa (JAG) – serie TV, episodi 1x17-1x21 (1996)
- Dave's World – serie TV, episodio 4x24 (1997)
- Johnny Bravo – serie TV, episodio 1x10 (1997)
- Chicago Hope – serie TV, episodi 1x06-4x10 (1994-1997)
- Beverly Hills 90210 – serie TV, episodi 8x13-8x14 (1997)
- Star Trek: Voyager – serie TV, episodio 5x23 (1999)
- Crossing Jordan – serie TV, episodio 1x10 (2001)
- West Wing - Tutti gli uomini del Presidente (The West Wing) – serie TV, episodio 3x20 (2002)
- Alias – serie TV, episodio 2x18 (2003)
- The Lyon's Den – serie TV, episodi 1x08-1x11 (2003)
- N.Y.P.D. (NYPD Blue) – serie TV, episodio 12x04 (2004)
- Huff – serie TV, episodio 2x05-2x07-2x08 (2006)
- General Hospital: Night Shift – serie TV, episodi 1x03-1x05 (2007)
- Senza traccia (Without a Trace) – serie TV, episodio 6x12 (2008)
- Young Person's Guide to History – serie TV, episodi 1x08-1x01 (2008)
- Il tempo della nostra vita (Days of Our Lives) – serie TV, episodio 1x11349 (2010)
- Febbre d'amore (The Young and the Restless) – serie TV, episodi 1x9413-1x9414-1x9417 (2010)
- Rizzoli & Isles – serie TV, episodio 2x11 (2011)
- BlackBoxTV – serie TV, episodio 3x10 (2012)
- Castle – serie TV, episodio 5x16 (2013)
- Glee – serie TV, episodi 5x01-5x02 (2013)
- Hart of Dixie – serie TV, 13 episodi (2011-2015)

## Doppiatori italiani
Nelle versioni in italiano delle opere in cui ha recitato, Christopher Curry è stato doppiato da:
- Oliviero Dinelli in La signora in giallo, Rizzoli & Isles
- Renato Cecchetto in Alias, Castle
- Sandro Acerbo in Caccia implacabile
- Dario Penne in Starship Troopers - Fanteria dello spazio
- Cesare Barbetti in Mamma, ho preso il morbillo
- Franco Zucca in City of Ghosts
- Sergio Di Giulio in Glee
- Carlo Valli in Sully
- Giorgio Locuratolo in 9-1-1